# 행정입법
행정입법(行政立法)은 실정법상의 용어가 아닌 학문상 관념으로 행정권이 일반적, 추상적 규범을 정립하는 작용을 뜻한다. 위임입법, 종속입법, 준입법 등으로도 불리며 행정입법은 법규명령과 행정규칙으로 구분할 수 있다.

## 의의

### 법규명령
법규명령이란 전통적으로 상위 법령의 수권에 근거하여 행정부가 정립하는 대외적 구속력이 있는 성문법 규범이다.

### 행정규칙
행정규칙이란 행정조직 내부에서 행정 사무 처리 기준으로 제정된 대외적 구속력이 없는 규범이다.

## 비교

### 공통점
법규명령과 행정규칙은 모두 일반적, 추상적인 규범으로 행정의 기준이 되며, 행정기관은 이 두 가지를 모두 따라야 할 의무가 있다

### 차이점
- 법규명령은 행정주체와 국민간의 관계를 규율하지만, 행정규칙은 행정조직내부의 행정사무처리의 기준으로 만들어진 규범이기 때문에 구속력의 범위에 차이가 있다.
- 법규명령은 법규로 인정받기 때문에, 법률유보의 원칙 등이 적용되고 제정시에는 법적 근거가 필요하다. 그러나 행정규칙은 일반적으로 법규로 보지 않는다.

## 판례
- 판례는 부령의 형식으로 사무처리준칙을 정한 경우에는 법규명령이 아닌 행정규칙에 지나지 않는다는 소극설을 취하였으나, 대통령령의 형식으로 사무처리준칙을 정한 경우에는 법규명령에 해당한다고 판시한 바 있다.[1]
- 행정규칙은 일반적으로 행정조직 내부에서만 효력을 가질 뿐 대외적인 구속력을 갖는 것은 아니지만, 법령의 규정이 특정행정기관에게 그 법령내용의 구체적 사항을 정할 수 있는 권한을 부여하면서 그 권한행사의 절차나 방법을 특정하고 있지 아니한 관계로 수임행정기관이 행정규칙의 형식으로 그 법령의 내용이 될 사항을 구체적으로 정하고 있다면, 그와 같은 행정규칙, 규정은 행정규칙이 갖는 일반적 효력으로서가 아니라, 행정기관에 법령의 구체적 내용을 보충할 권한을 부여한 법령규정의 효력에 의하여 법령의 구체적 내용을 보충하는 기능을 갖게 된다 할 것이므로, 이와 같은 행정규칙, 규정은 당해 법령의 수임한계를 벗어나지 아니하는 한 그것들과 결합하여 대외적인 구속력이 있는 법규명령으로서의 효력을 갖게 된다.[2]
- 고시 또는 공고의 법적 성질은 일률적으로 판단될 것이 아니라 고시에 담겨진 내용에 따라 구체적인 경우마다 달리 결정된다고 보아야 한다. 즉, 고시가 일반, 추상적 규율의 성격을 가질 때는 법규명령 또는 행정규칙에 해당하지만, 고시가 구체적인 규율의 성격을 갖는다면 행정처분에 해당한다.[3]
- 이른바 법령보충적 행정규칙이라도 그 자체로서 직접적인 대외적 구속력을 갖는 것은 아니다. 즉, 상위법령과 결합하여 일체가 되는 한도 내에서 상위법령의 일부가 됨으로써 대외적 구속력을 발생되는 것일 뿐 그 행정규칙 자체는 대외적 구속력을 갖는 것은 아니라 할 것이다.[4]
- 일반적으로 법률의 위임에 의하여 효력을 갖는 법규명령의 경우, 구법에 위임의 근거가 없어 무효였더라도 사후에 법개정으로 위임의 근거가 부여되면 그 때부터는 유효한 법규명령이 되나, 반대로 구법의 위임에 의한 유효한 법규명령이 법개정으로 위임의 근거가 없어지게 되면 그 때부터 무효인 법규명령이 되므로, 어떤 법령의 위임 근거 유무에 따른 유효 여부를 심사하려면 법개정의 전·후에 걸쳐 모두 심사하여야만 그 법규명령의 시기에 따른 유효·무효를 판단할 수 있다.[5]
- 법률이 공법적 단체 등의 정관에 자치법적 사항을 위임한 경우에는 헌법 제75조가 정하는 포괄적인 위임입법의 금지는 원칙적으로 적용되지 않는다고 봄이 상당하고, 그렇다 하더라도 그 사항이 국민의 권리·의무에 관련되는 것일 경우에는 적어도 국민의 권리·의무에 관한 기본적이고 본질적인 사항은 국회가 정하여야 한다.[6]
- 법률에서 위임받은 사항에 관하여 대강을 정하고 그중의 특정사항을 범위를 정하여 하위법령에 다시 위임하는 경우에는 재위임이 허용된다.[7]
- 어떠한 고시가 일반적·추상적 성격을 가질 때에는 법규명령 또는 행정규칙에 해당할 것이지만, 다른 집행행위의 매개 없이 그 자체로서 직접 국민의 구체적인 권리의무나 법률관계를 규율하는 성격을 가질 때에는 행정처분에 해당한다.[8]
- 법률의 위임 없이 명령 또는 규칙 등 행정입법으로 과세요건 등에 관한 사항을 규정하거나 법률에 규정된 내용을 유추·확장하는 내용의 해석규정을 마련하는 것은 조세법률주의 원칙에 위배된다.[9]
- ｢공익사업을 위한 토지 등의 취득 및 보상에 관한 법률｣은 협의취득의 보상액 산정에 관한 구체적 기준을 시행규칙에 위임하고 있고, 그 위임 범위 내에서 해당 시행규칙은 토지에 건축물 등이 있는 경우에는 건축물 등이 없는 상태를 상정하여 토지를 평가하도록 규정하고 있는데, 그 시행규칙은 위 법률의 규정과 결합하여 대외적인 구속력을 가진다.[10]
- 헌법 제40조와 헌법 제75조, 제95조의 의미를 살펴보면, 국회입법에 의한 수권이 입법기관이 아닌 행정기관에게 법률 등으로 구체적인 범위를 정하여 위임한 사항에 관하여는 당해 행정기관에게 법정립의 권한을 갖게 되고, 입법자가 규율의 형식도 선택할 수 있다 할 것이므로, 헌법이 인정하고 있는 위임입법의 형식은 예시적인 것으로 보아야 할 것이고, 그것은 법률이 행정규칙에 위임하더라도 그 행정규칙은 위임된 사항만을 규율할 수 있으므로, 국회입법의 원칙과 상치되지도 않는다[11]

## 같이 보기
- 조례
- 규칙
- 교육규칙
- 시행령
- 시행규칙
- 총리령
- 부령
- 행정명령
- 자치입법
- 행정작용법